# Вторинне використання
Втори́нне використа́ння, також тво́рче повто́рне використа́ння — творче перетворення відходів у предмети мистецтва, побутові вироби, аксесуари, одяг. На відміну від вторинної переробки не вимагає додаткових виробничих витрат на промислове перероблення.

## Тлумачення
Термін «апсайклінг» запропонував 1994 року Райнер Пільц у газеті Salvo.
Створена зі сміття або непотрібних предметів річ у кінцевому підсумку перевершує за своїми функціональними й естетичними властивостями вихідний матеріал. Завданнями вторинного використання є привернення уваги громадськості до питань екології, зменшення кількості сміття і виховання культури відповідального споживання.
Ідея вторинного використання об'єднує між собою безліч модних напрямів у мистецтві, а також технік рукоділля. Сюди можна віднести артпластик, плетіння з газетних трубочок, кінусайгу, печворк тощо. Кожен створений виріб внаслідок різнорідності вихідного матеріалу виходить унікальним.
Особливу популярність вторинне використання отримало у Європі, де існують навіть спеціальні магазини таких речей.

## Переробка та вторинна переробка

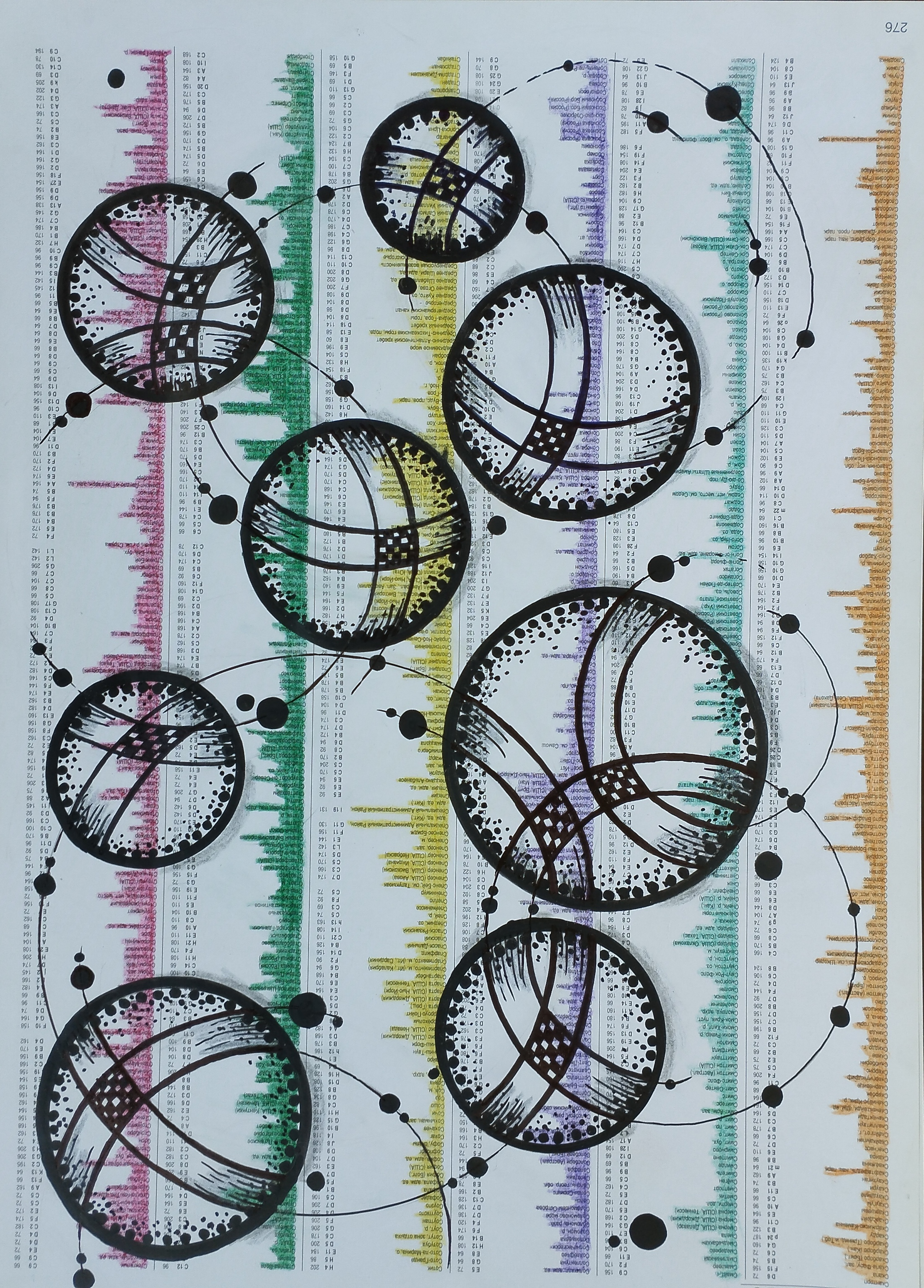
Використання макулатури в творчості

У той час як переробка зазвичай означає, що матеріали повертаються до своєї первісної форми, наприклад, переробка пластикових пляшок у пластикові полімери, з яких потім виготовляють пластикові пляшки в процесі виробництва, апсайклінг додає більшої цінності матеріалам, як і випливає з назви. Згідно з Watson & Wolfe «Апіциклінг, також знаний як творче повторне використання, — це процес перетворення побічних продуктів, відходів, непотрібних або небажаних продуктів на нові матеріали або продукти, які сприймаються як такі, що мають вищу якість, наприклад, мистецьку цінність або екологічну цінність».
Аналогічно, ресайклінг-мистецтво може стосуватися творів мистецтва з використанням використаних матеріалів у їхньому первісному вигляді, тоді як апсайклінг-мистецтво може передбачати процес трансформації, наприклад, розбиття, реформування, повторне збирання тощо.
Загальноприйнятою концепцією ресайклінгу є 3R — Reduce (скорочення), Reuse (повторне використання) та Recycle (переробка). За матеріалами «Посібника художника Upcycle: Комплексний посібник зі створення мистецтва з відходів, виданий Upcycle Art And Craft Society (UAACS). Вони розробили принцип 3R для апсайклінгу: Rethink (переосмислити), Reform (реформувати) та Reborn (відродити).
«Переосмислення» передбачає переоцінку чогось і погляд на предмет під новим кутом зору. Це означає побачити потенціал для перепрофілювання, надати йому нову функцію або дослідити інші творчі можливості для цього матеріалу. «Реформування» передбачає фізичну зміну предмета: його демонтаж, поєднання з іншими матеріалами або використання різних технік для зміни форми. Така трансформація існуючих матеріалів створює нову структуру, яка краще відповідає творчому баченню художника. «Переродження» — це кінцевий результат, коли перероблений предмет отримує нове життя або призначення. Це як воскресіння викинутих речей, які отримують друге життя».